# مرگنلر
شهر مرگنلر مرکز بخش قره قویون شهرستان شوط در استان آذربایجان غربی در کشور ایران است. این شهر دومین شهر شهرستان شوط است. این شهر بر اساس مصوبه هیئت دولت با تجمیع روستاهای مرگن عزیزآباد ،مرگن وسط، مرگن قدیم ،مرگن اسماعیل‌کندی در آذرماه سال ۱۳۸۶ از روستا به شهر ارتقا یافت و بزرگراه بازرگان-تبریز از وسط این شهر عبور می‌کند. این شهر به دلیل قرار گرفتن در دروازه منطقه آزاد تجاری-صنعتی ماکو و مجاورت فرودگاه منطقه آزاد تجاری-صنعتی ماکو از موقعیت بسیار مهم اقتصادی و ارتباطی برخوردار است. این شهر در ۲۵ کیلومتری جنوب شرق شوط واقع شده‌است.
شهر مرگنلر به تازگی در منطقه آزاد ماکو با نام شهر قصاب ها معروف شده و اکثر مردم ماکو شهرستان های پلدشت و شوط و قره ضیاالدین  و حتی رانندگان تریلرهای کشور ترکیه هنگام تردد از این شهر اقدام به خرید گوشت میکنند 
اکثر قصاب های این شهر به کشتار گوسفند اقدام میکنند 
تیم فوتبال مورد علاقه مردم این شهر در لیگ خلیج فارس ایران  تیم بزرگ #تراکتور است و هوادار سر سخت این تیم  ایرانی هستند 

## مردم

### زبان
زبان رایج در این شهر ترکی آذربایجانی است

### دین و مذهب
دین مردم این شهر اسلام و از اهل تشیع تشکیل شده‌است.

## پیشینه
ساکنین این شهر از بازماندگان طایفهٔ قره‌قویانلوها می‌باشند. قره‌قویان در زبان ترکی به معنی کسانی است که کلاه سیاه بر سر می‌گذارند و اهل تشیع هستند و در فرهنگ ایران هم در حال حاضر روحانیونی که سید هستند عمامه سیاه بر سر می‌گذارند. طایفه دیگری که کلاه سفید بر سر می‌گذاشتند به آق قویانلوها معروف بودند که اشتباهاً نام آنها آق قویونلو (مالکان گوسفند سفید) ترجمه شده‌است که عموماً سنی مذهب بوده‌اند. مورخین و مترجمینی که با ترکی و فرهنگ این مردم ناآشنا بوده‌اند اشتباهاً نام این طایفه را به جای قره قویانلوها (کسانی که کلاه سیاه بر سر می‌گذارند) به قره قویونلوها (مالکان گوسفند سیاه) ترجمه کرده‌اند. نام طایفه قزلباش‌ها هم به خاطر کلاه سرخی بوده که به سر می‌گذاشتند.
مرگنلر از تاریخ و سابقه طولانی برخوردار است به طوری که یکی از کلیساهای ارمنیان بنام کلیسای گئورگ مقدس در قرن‌های ۱۶ و ۱۷ میلادی در مرگن ساخته شده بوده ولی سپس ویران شده و از بین رفته و فقط در کتاب‌های تاریخی ارمنی به آن اشاره شده‌است. کلیساهای دیگری به همین نام در روستای هفتوان سلماس و روستای گردآباد ارومیه ساخته شده‌اند که هنوز هم دایر می‌باشند.